# NGC 2240
NGC 2240 ist ein offener Sternhaufen im Sternbild Auriga nördlich des Himmelsäquators. Man ging früher davon aus, dass es sich um einen mit 3,2 Milliarden Jahren sehr alten Sternhaufen in nur 1467 Lichtjahren Abstand handelt. Der Abstand wurde später auf 5056 Lichtjahre und das Alter auf 1,59 Milliarden Jahre korrigiert.  
Entdeckt wurde das Objekt am 3. Januar 1786 von William Herschel.